# Ніл Екерслі
Ніл Екерслі  (англ. Neil Eckersley, 5 квітня 1964) — британський дзюдоїст, олімпійський медаліст.

## Виступи на Олімпіадах
| Олімпіада         | Дисципліна | Місце |
| ----------------- | ---------- | ----- |
| Лос-Анджелес 1984 | до 60 кг   | =3    |
| Сеул 1988         | до 60 кг   | =14   |